# Irigny
Irigny este o comună în departamentul Rhône din sud-estul Franței. În 2009 avea o populație de 8.285 de locuitori.

## Evoluția populației
| An        | 1975  | 1982  | 1990  | 1999  | 2006  | 2009  |
| --------- | ----- | ----- | ----- | ----- | ----- | ----- |
| Populație | 5.226 | 6.828 | 7.955 | 8.330 | 8.258 | 8.285 |